# Run in Lyon
Run in Lyon (anciennement Semi-marathon de Lyon) est une série de courses à pied se déroulant dans la ville de Lyon depuis 2010.

## Détail des courses

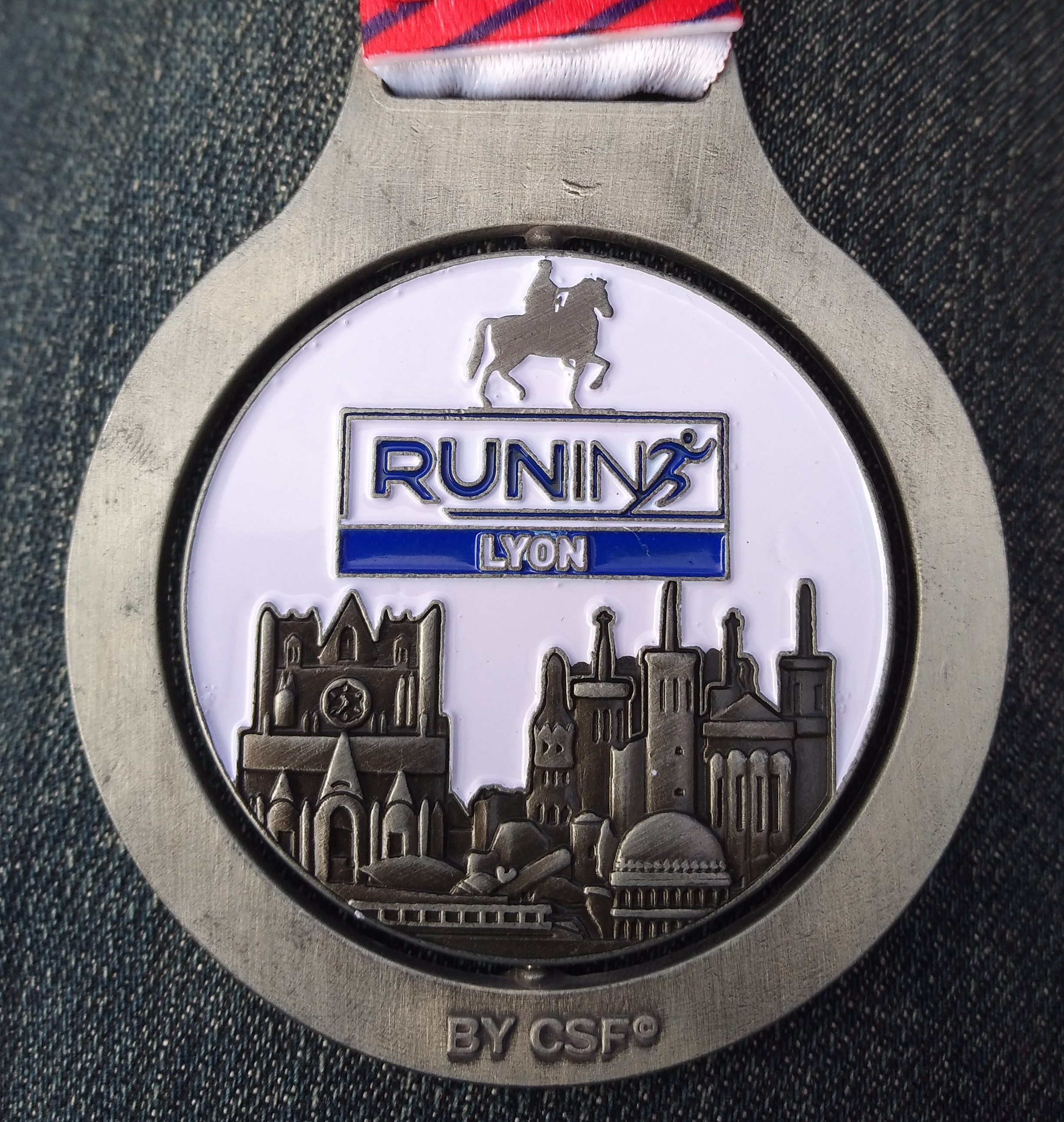
La médaille offerte aux finishers du semi-marathon en 2019.

Pour l'édition 2013, le "Run in Lyon" s’organise en 4 courses, partant toutes (en même temps) de la place Bellecour et dont le parcours est situé en grande majorité sur les quais du Rhône et de la Saône :
- le marathon, qui passe également dans le parc de la Tête d'Or et le long du stade de Gerland[1] ;
- le semi-marathon ;
- le 10 km ;
- le challenge Alptis des entreprises, permettant à 300 personnes de s'inscrire aux frais d'Alptis[2].

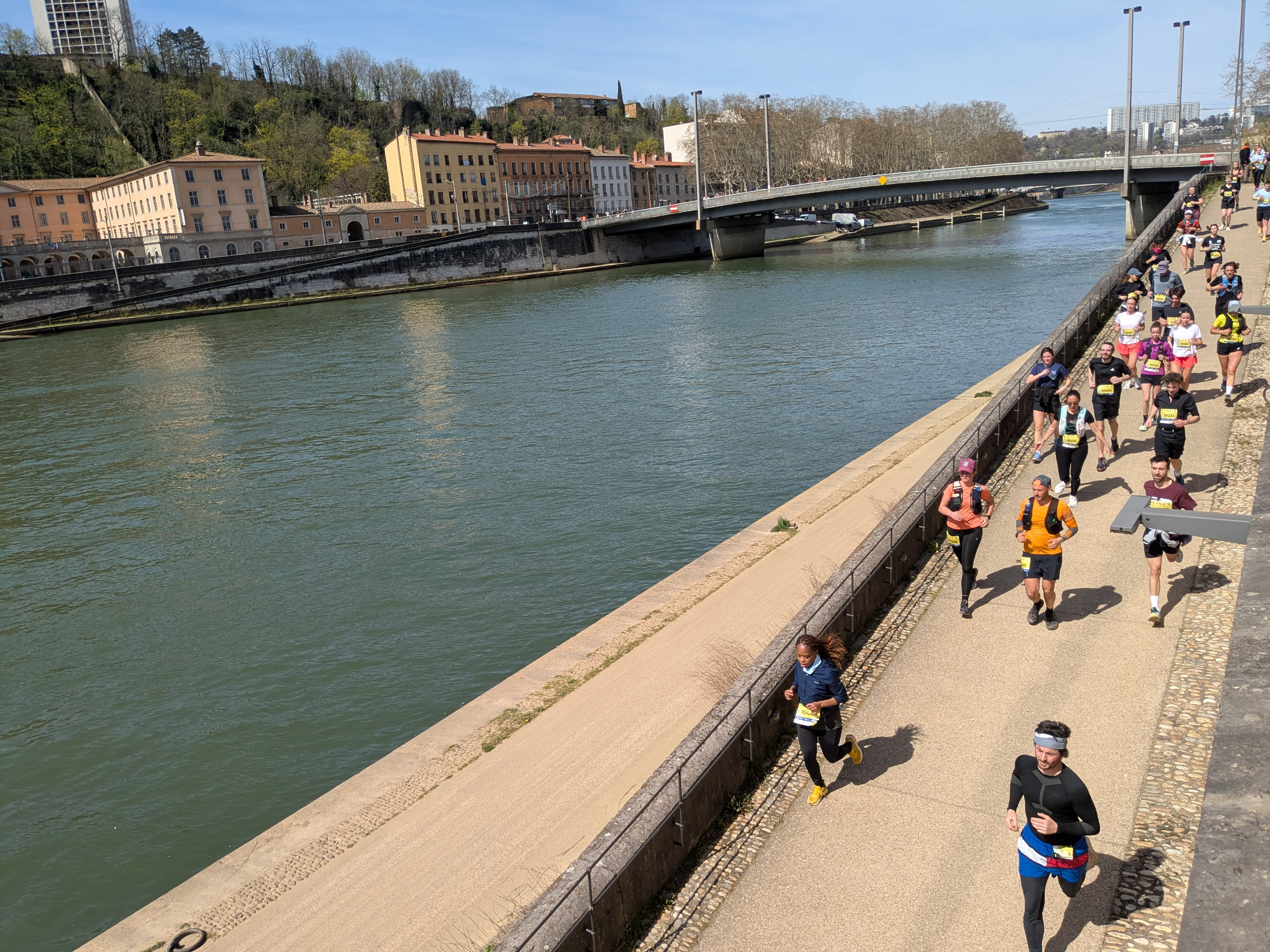
Coureurs longeant la Saône en 2025.

## Historique
Le marathon de Lyon a été créé en 1983 par la Jeune Chambre Économique de Lyon qui s'était alors associée à l'ASPTT, à Radio Monte Carlo, et au Progrès. La première édition se déroula le 24 avril 1983 avec plus de 1 600 participants prêts à courir les 42,195 km de parcours.
En 2008, le semi-marathon de Lyon avait accueilli plus de 5 000 coureurs. En 2009, Canal+ Events reprend l'organisation de la course, mais le marathon est annulé à la dernière minute. En 2010, la première édition du Run In Lyon accueilli plus de 9 000 coureurs.
En mars 2013, Amaury Sport Organisation, société notamment organisatrice du Tour de France, rachète l'organisation de Run in Lyon.

### Édition 2011
Pour l'année 2011, ce sont 13 400 coureurs qui sont au départ.
Le vainqueur  masculin du marathon de l'édition 2011 est Rachid Ghammouni, en 2 heures 23 minutes 14 secondes ; pour les femmes, c'est Nathalie Guihot Bernabeu qui gagne le marathon en 3 heures 18 minutes 02 secondes.
Le vainqueur  masculin du semi-marathon est Fouad Larhiuouch, en 1 heure 9 minutes 41 secondes ; pour les femmes, c'est Katie Good qui remporte la course en 1 heures 18 minutes 24 secondes.
Pour le 10 kilomètres, enfin, ce sont respectivement Ismali My (30 minutes 22 secondes) et Géraldine Simbola (36 minutes 30 secondes) qui remportent la course.

### Édition 2012

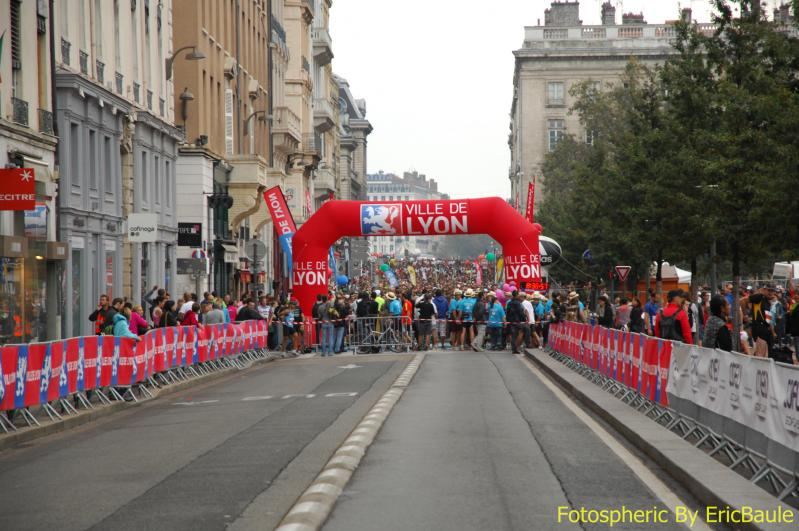
Au départ de Run in Lyon (2012).

Lors de l'édition 2012 (dotée d'un budget de 400 000 euros et nécessitant la participation de 650 bénévoles), ce sont plus de 15 000 coureurs qui se sont réunis pour l'évènement. L'afflux est supérieur aux attentes, et la logistique de la course ne suit pas. Des insuffisances sont constatées, notamment en matière de ravitaillement des coureurs, mais aussi en matière de gestion du site de départ et d'arrivée, trop encombré, ainsi qu'en capacités d'accueil des participants, dont plus de 3 000 ne peuvent participer.
Le vainqueur  masculin du marathon de l'édition 2012 est Nordine Hafnaoui, en 2 heures 28 minutes 53 secondes ; pour les femmes, c'est Immaculate Chemutai qui gagne le marathon en 2 heures 58 minutes 44 secondes,.
Le vainqueur masculin du semi-marathon est Onesphore Nkunzimana, en 1 heure 8 minutes 13 secondes ; pour les femmes, c'est Godelieve Nizigiyimana qui remporte la course en 1 heures 19 minutes 48 secondes.
Pour le 10 kilomètres, enfin, ce sont respectivement Ezechiel Nizigiyimana (30 minutes 30 secondes) et Julie Coulaud (35 minutes 08 secondes) qui remportent la course. Sur cette épreuves courent notamment le cardinal Philippe Barbarin et le député Thierry Braillard.

### Édition 2013
En 2013, plus de 20 000 coureurs (dont environ 2 000 non Français) sont attendus sur la ligne de départ dont plus de 100 entreprises.
Le nombre exact de coureurs partants est 18 067. Le marathon est remporté chez les femmes par Immaculate Chemutai (déjà première en 2012) en  2 heures 48 minutes 54 secondes, et chez les hommes par Eliud Kiplagat (2 heures 10 minutes 45 secondes).
Les semi-marathons masculin et féminin sont remportés respectivement par Mathieu Brulet en 1 heure 8 minutes 6 secondes et par Felicitas Mensing en 1 heure 21 minutes 8 secondes. Les meilleurs temps du 10 kilomètres sont de 30 minutes 13 secondes pour Hassan Chahdi et de 37 minutes 35 secondes pour Sophie Le Beherec.

### Édition 2019
Pour l'édition 2019, plus de 30 000 coureurs ont pris le départ. Cette année le départ était sur la rive droite de la Saône, quai Romain-Rolland, pour se conclure sur la place Bellecour.
Le marathon est remporté chez les hommes par Dadi Legese en 2 h 23 min 57 s, et chez les femmes par Chrystelle Lambert  (déjà première en 2018) en 2 h 54 min 44 s.
Pour les semi-marathons, c'est Julien Devanne en 1 h 8 min 21 s et Anaïs Dachet en 1 h 21 min 22 s qui ont remporté l'épreuve.

### Édition 2022

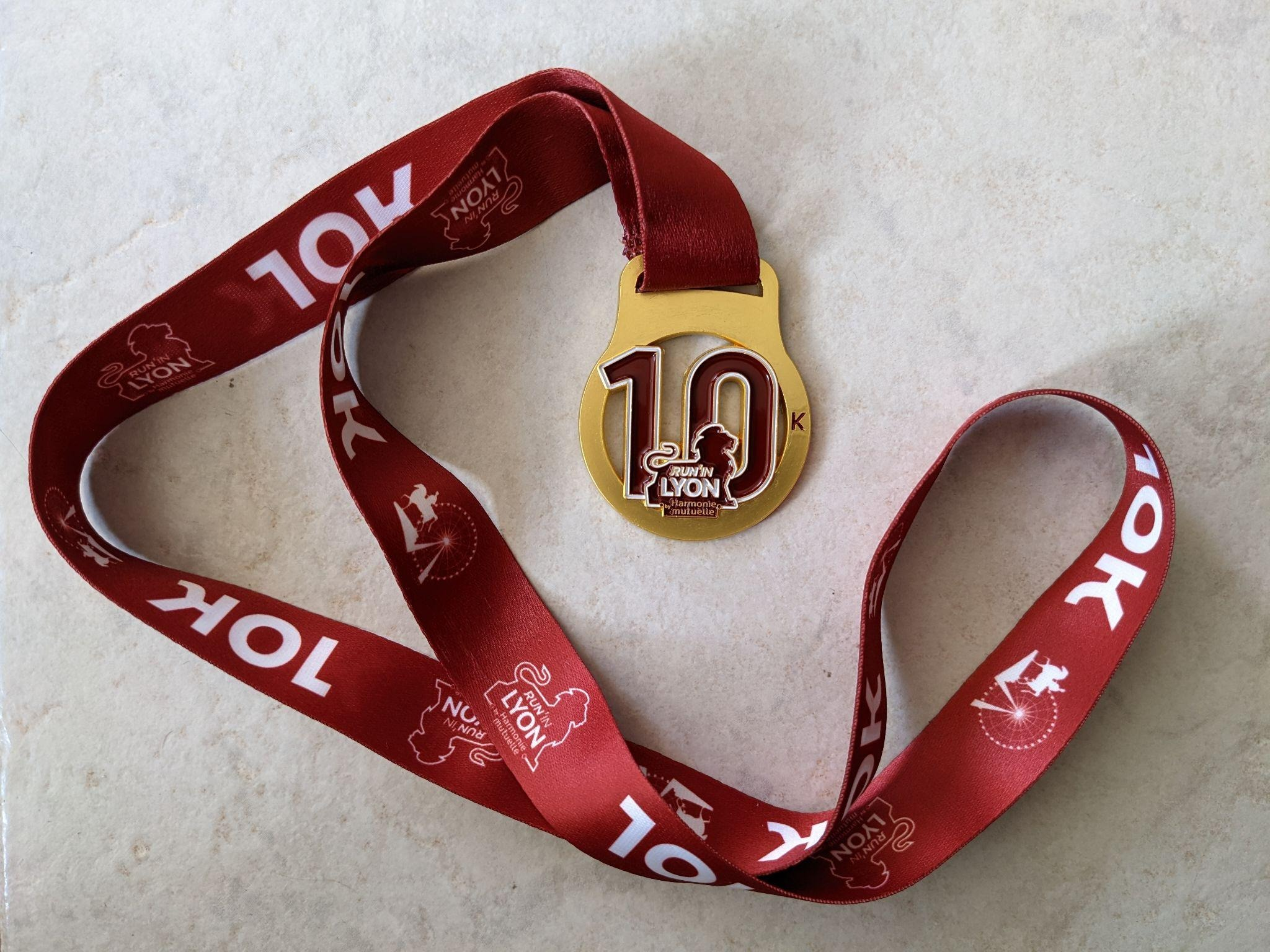
Médaille des finishers du 10 km du Run in Lyon 2022

Le Run in Lyon 2022 a eu lieu le dimanche 2 octobre. Il a rassemblé 25 000 coureurs et coureuses sur l'ensemble des catégories de course. Le marathon a été remporté en 2 h 21 min 2 s par Thomas Laurent, un professeur d'éducation physique et sportive enseignant au lycée Ampère, situé à proximité du point de départ de la course. Des critiques ont été faites relativement au prix élevé de la participation à la course cette année, et à l'annulation annoncée du marché du quai Augagneur, qui s'est finalement tenu normalement.

## Organisation
Génération Oxygène organisait l'évènement depuis 2010. 
En 2013, Run in Lyon rejoint le portefeuille d'évènements sportifs de A.S.O., aux côtés du marathon de Paris et de Barcelone notamment. 